# Markedsrisiko
Markedsrisiko er risikoen for, at værdien af en portefølje af værdipapirer ændres, som følge af ændringer i de finansielle markeder. Dette kan være ændringer i rentesatser, valutakurser, aktiekurser og lignende.
Markedsrisiko kan opgøres på mange måder, men følgende er de mest kendte:
- Renterisiko
  - Varighed
  - Rentefølsomhed
- Valutarisiko
- Aktierisiko
- Value-at-Risk